# Норкинская волость (Уфимская губерния)
Норкинская во́лость — волость в Бирском уезде Уфимской губернии. Волостной центр — деревня Сейтяк.
Ныне территория волости в составе Балтачевского района Республики Башкортостан Российской Федерации.

## География
В пределах волости, протекает сплавная р. Танып. Местность волости ровная, удобная для хлебопашества.

## Состав
В волости на 1906 год 14 селений, 1 хутор и 7 водяных частновладельческих мельниц, расположенных в разных местах.
- Богданова (ныне Богданово)
- Верхне-Янактаева (Тюмбай)
- Иштеряк (ныне Иштиряково)
- Нижне-Янактаева (Маматей)
- Ново-Дюртюкеева
- Ново-Кизганова
- Ново-Янмурзина (Новый Топариш)
- Норкина
- Сейтяк — волостной центр
- Старо-Дюртюкеева
- Старо-Кизганова
- Старо-Янмурзина (Старый Топариш)
- Усманово
- Чишма

## Население
На 1905 год жителей обоего пола 13364 душ. Население состоит из башкир и части черемис.

## Инфраструктура
По справочнику 1906 года основой род занятий населения — земледелие. Некоторые из жителей уходят работать на золотые прииска, а в летнее время отправляются на сторону для полевых работ.